# 玻璃市州立清真寺
6°25′48.1″N 100°16′13.1″E / 6.430028°N 100.270306°E
玻璃市州立清真寺是馬來西亞玻璃市的州立清真寺，位於皇城亞婁。這也是州的皇家清真寺。
1972年由時任拉惹端姑·賽布特拉奠基，並於1976年2月6日由他揭幕。
清真寺有一個高達20公尺的主穹頂，另有兩座分別位於東方和南方的小穹頂，以及一座宣禮塔。可容納7,000人聚禮。